# Дужка Кауфмана
Дужка Кауфмана — поліноміальний інваріант обрамленого зачеплення. Хоча він і не є інваріантом вузла або зачеплення (без обрамлення він не є інваріантним відносно руху Рейдемейстера I типу), відповідна «нормалізація» дозволяє перетворити його на варіант знаменитого інваріанта — многочлена Джонса.
Дужку Кауфмана розглянув Луїс Кауфман 1987 року.

## Визначення
Дужка Кауфмана <L> визначається за довільною (неорієнтованою) діаграмою вузла L за такими правилами:
- {\displaystyle \langle O\rangle =1}, де {\displaystyle O} — стандартна діаграма тривіального вузла
- {\displaystyle \langle O\cup L\rangle =(-A^{2}-A^{-2})\langle L\rangle }

Діаграми зачеплень у другому правилі збігаються скрізь, крім невеликого диска — околу перехрестя — де вони влаштовані так, як показано. Третє правило стверджує, що, додаючи до діаграми коло, що не перетинає решти діаграми, ми множимо дужку на {\displaystyle -A^{2}-A^{-2}}.